# Jacob Adriaan de Wilde
Jacob Adriaan de Wilde (Goes, 7 januari 1879 – Den Haag, 10 januari 1956) was een vooraanstaande antirevolutionair bestuurder, die in zijn optreden altijd zeer joviaal was. De Wilde was wethouder, Kamerlid en minister. Hij was verder advocaat in Goes en Den Haag.
De gereformeerde De Wilde was de zoon van een Haagse wethouder; een functie die hij zelf eveneens bekleedde. Hij werkte als wethouder van Financiën in Den Haag samen met Willem Drees. Als minister van Binnenlandse Zaken kreeg hij te maken met het opkomende nationaalsocialisme. Op 30 december 1936 verbood hij als minister van Binnenlandse Zaken, op aandringen van de NSB (die met knokploegen tegen de vrijdenkers optrad) en de Roomsch-Katholieke Staatspartij, de Vrijdenkers Radio Omroep (VRO) naar aanleiding van een zestal radioredes van Jan Hoving, de voorzitter van de Vrijdenkersvereniging De Dageraad, over antisemitisme.
De Wilde trad in 1939 af als minister van Financiën vanwege bezwaren tegen de in zijn ogen te dure werkverschaffingsplannen van Romme. Met spijt legde Colijn zich neer bij zijn vertrek. Na 1945 was hij nog enkele jaren actief als Tweede en Eerste Kamerlid.
Jacob de Wilde is de overgrootvader van Erik van Muiswinkel.
- Bibliothèque nationale de France: cb16688114k (data)
- Biografisch Portaal: 45193567
- Digitale Bibliotheek voor de Nederlandse Letteren: wild060
- International Standard Name Identifier: 0000 0003 9068 580X
- Nederlandse Thesaurus van Auteursnamen: 069393451
- Parlement.com: vg09lld1a4yw
- Système universitaire de documentation: 129886467
- Virtual International Authority File: 284352401
- WorldCat: E39PCjJgbFmhGYpgPGkvm8V7pd